# Залужанье
Залужанье — деревня в Молоковском районе Тверской области, входит в состав Молоковского сельского поселения.

## География
Деревня расположена в 2 км на северо-запад от районного центра посёлка Молоково.

## История
В 1845 году в селе Залужанье была построена каменная Воскресенская церковь с 3 престолами, метрические книги с 1794 года.
В конце XIX — начале XX века село входило в состав Делединской волости Весьегонского уезда Тверской губернии.
С 1929 года деревня являлась центром Залужанского сельсовета Молоковского района Бежецкого округа Московской области, с 1935 года — в составе Калининской области, с 1994 года — в составе Молоковского сельского округа, с 2005 года — в составе Молоковского сельского поселения.

## Население
| 1859 | 2008 | 2010 |
| ---- | ---- | ---- |
| 380  | ↘176 | ↘139 |